# Kínai jóslócsont

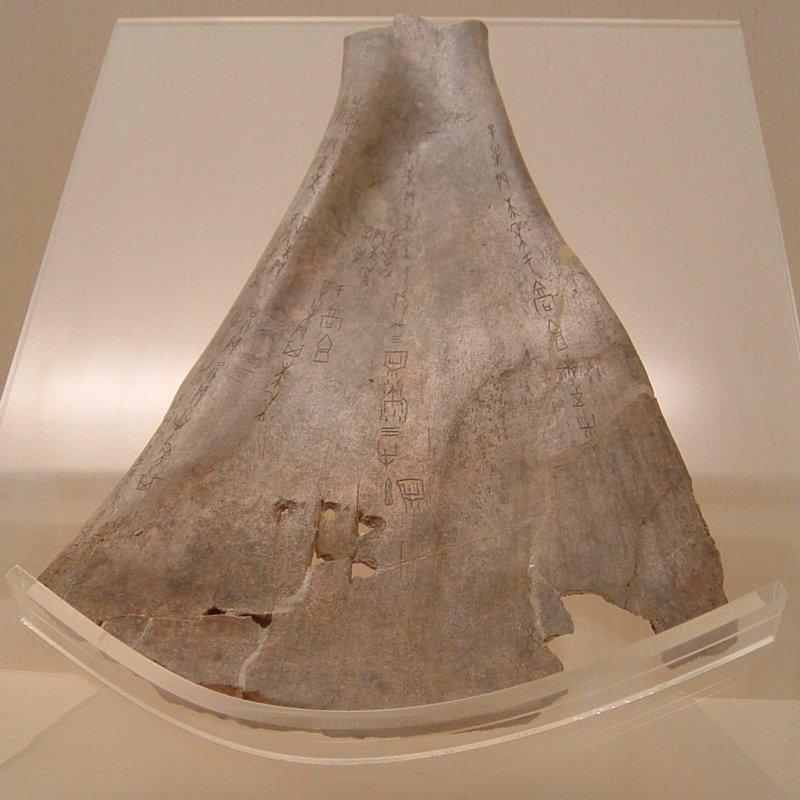
Jóslócsont a Sanghaji Múzeum anyagából

A kínai jóslócsontok vagy jóscsontok a kínai ókor történetének meghatározó jelentőségű régészeti leletei, a kínai írás első emlékei. Nevük kínaiul 甲骨 (csiaku (jiǎgǔ)). Túlnyomórészt szarvasmarha lapockacsontjából vagy teknőspáncélból készültek, főleg a Sang-dinasztia (Shang-dinasztia) idején.
Szerepük a jóslás volt, a cleromantia vagy scapulomantia néven ismert csontjóslás kínai változatában. A jósok az isteneknek szánt kérdéseiket bronztűvel a csontra karcolták a korabeli kínai írásjegyekkel (jóscsont-írás, 甲骨文, csiakuven (jiǎgǔwén)) főleg a várható időjárásról, a terméskilátásokról, a dinasztikus fejleményekkel kapcsolatban, a katonai szerencse alakulását illetően. Ezután a csontot hevítették, amíg az a hőtágulás következtében megrepedt. A jós az írás és a repedések egymáshoz viszonyított helyzetéből vonta le következtetéseit, amit aztán gyakran szintén a csont felületén rögzített. A Csou-dinasztia (Zhou-dinasztia) idejére a cinóbertinta és az ecset vált kedveltebb írásmóddá, ezért kevesebb csontokba karcolt szöveg maradt fenn, de felirat nélküli jóscsontok még egy ideig előkerültek a leletekből.
A jóslócsontok képezik a kínai írás régészeti leleteinek legkorábbi nagyobb terjedelmű csoportját. A mintegy 100 000 eddig megtalált jóslócsont, 4–5000 különböző írásjeggyel, összesen az írásjegyek millióival utolérhetetlen jelentőségű adathalmaz.
A jóscsontok információi összességükben tartalmazzák a Sang-dinasztia (Shang-dinasztia) egész genealógiáját. Ugyanazok a királynevek fordulnak benne elő, amiket a kínai hagyomány is megőrzött, és ezzel megerősítették e dinasztia létezését, amit a 20. század elején még sok tudós kétségbe vont. A leletek egyúttal kitolták a kínai írásbeliség kezdetét az i. e. 18–13. századig.

## Felfedezésük

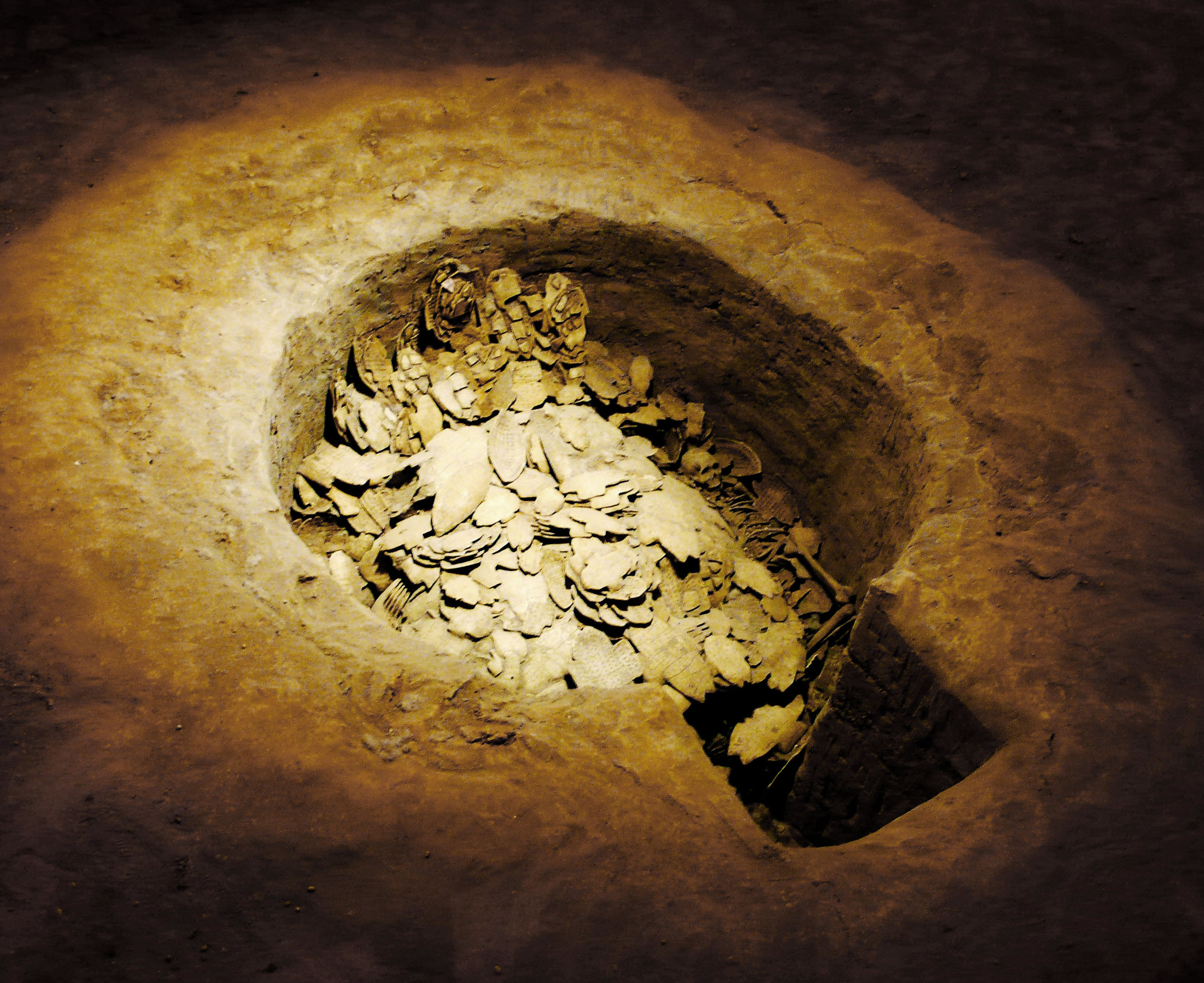
Jóslócsontok gödre egy Anyang vidéki lelőhelyen

A földművelés során időről időre felszínre került jóslócsontokat a kínai utókor „sárkánycsontoknak” (lung ku (lóng gǔ) 龍骨) tartotta és – valószínűleg már a Han-dinasztia óta – porrá törve vagy egészben a hagyományos kínai gyógyászat céljaira alkalmazta. A 19. században már nagy tételben szállították ezeket a csontmaradványokat a patikákba. A teknősbéka páncéljának maradványait malária, az egyéb csontokat késelések sebeire javallották. Először Vang Ji-zsung (Wang Yirong) 王懿荣 (1845–1900), egy tudós mandarin, a Csing-dinasztia (Qing-dinasztia) magas rangú hivatalnoka, fedezte fel 1899-ben, hogy a csontok ősi írásjegyeket hordoznak magukon.
Vang Ji-zsung (Wang Yirong) tudós barátja, Liu O (Liu E) (劉鶚; 1857–1909) publikálta 1903-ban a felfedezést, ami kisebb „aranylázat” váltott ki az antikvitások piacán. A kereskedők eltitkolták forrásaikat a tudósok elől, de fokozatosan kiderült, hogy a legtöbb a Honan (Henan) tartománybeli Anjang (Anyang) (安陽) várostól északnyugatra 2–3 kilométerre található Hsziaotun (Xiaodun) (小屯) nevű falucska környékéről került elő, ahol évszázadokon át a Sang-dinasztia (Shang-dinasztia) vagy más néven Sang-Jin-dinasztia (Shang-Yin-dinasztia) központja állt. (Jin (Yin) magának a dinasztia fővárosának a korabeli neve.) Évtizedekig folytak a tudományos ellenőrzés nélküli ásatások, amelyek során több tízezer darabot találtak, majd adtak el a szabad piacon. Közülük sok Nyugat-Európába, az Egyesült Államokba, Japánba került. Az első ismert nyugati gyűjtő Frank H. Chalfant lelkész volt, aki 1903 és 1906 között 803 ilyen csontot vásárolt, és igyekezett tisztázni eredetüket is. A legtöbb darabot a kanadai James Mellon Menzies (明義士) (1885–1957), presbiteriánus lelkész gyűjtötte össze. A kínaiak a mai napig elismerik Menzies, mint „a Sang (Shang)-Jin (Yin) kultúra és a jóslócsontok feliratainak kiemelkedő szakértője” munkásságát. Korábbi lakóhelyét Anjang (Anyang)ban 2004-ben védett műemlékké nyilvánították, és létrehozták a James Mellon Menzies Emlékmúzeumot.

## A hivatalos ásatások
1928-ra sikerült egyértelműen megállapítani, hogy a jóslócsontok fő lelőhelye a modern Hsziaotun (Xiaodun) (小屯) nevű falucska Anjang (Anyang) (安陽) városánál van, Honan (Henan) tartományban. Ekkor alakult meg a Kínai Tudományos Akadémia (Academia Sinica) Történeti és Filológiai Intézete Fu Szenien (Fu Sinian) vezetésével. 1928–1937 között folytak az első tudományos igényű ásatások Li Csi (Li Ji) 李濟 (1896-1979) régész, a kínai archeológia atyja vezetésével. Ezalatt mintegy 20 000 jóslócsontot tártak fel, amelyek ma a tajvani Academia Sinica gyűjteményében vannak, és az összes fellelt darab mintegy 20%-át teszik ki.
A jóslócsontok feliratai a tudományos vizsgálat eredményei szerint a királyi háztartáson belül vagy annak számára végzett jövendőmondási ceremóniák emlékei. Ezekből, valamint a környéken talált tizenegy nagyméretű királyi sírból világossá vált, hogy az addig vitatott történetiségű Sang-dinasztia (Shang-dinasztia) valóban létezett. A tizenegy sír pontosan megfelel a hagyomány szerint e helyen, a korabeli Jin (Yin) fővárosban eltemethetett uralkodó számának. A tizenkettedik király a dinasztia bukásakor, a Csou (Zhou) hódítás idején vesztette életét és nyilvánvalóan nem kaphatott királyi temetést. Ma Hsziaotun (Xiaodun) falut más néven Jinhszünek (Yinxu-nek), azaz Jin (Yin) romjainak is hívják.

## Datálásuk
A feliratos jóslócsontok túlnyomó többsége a Sang-dinasztia (Shāng-dinasztia) utolsó, mintegy 230 éves korszakából származik, amikor az uralkodók székhelye Sang (Shāng) városában, a későbbi Jin (Yin)ben, a modern Anjang (Anyang) közelében terült el. Ez a Vu Ting (Wu Ding) és Ti Hszin (Di Xin) uralkodása közötti időszak az i. e. 14. és 11. század között. A Sang-dinasztia (Shāng-dinasztia) végének idejét illetően még nem alakult ki a tudományos konszenzus. A legtöbb jóslócsont, az összes megtalált mintegy 55%-a, Vu Ting (Wu Ding) király idejéből származik. Az ennél korábbiaknak tartott leletek datálása még bizonytalan. Néhány jóslócsont bizonyosan a következő időszakból, a Csou-dinasztia (Zhou-dinasztia) idejéből származik.

## Anyaguk
A jóslócsontok anyaga túlnyomórészt teknősök páncélja, illetve szarvasmarha lapockacsontja, de előfordul közöttük marhaborda, birka, medve, ló, szarvas lapockacsontja és más állati csontok. A leletek között vannak még feliratos szarvas- és marhakoponyák, sőt emberi koponyák is. Ezek azonban nagyon ritkák, és valószínűleg nem jóslásra használták őket, hanem más célokat szolgáltak a rajtuk lévő feliratok.
Az újkőkori jósok már jóval régebben is használták a szarvasok, birkák, sertések és marhák csontjait hasonló célokra. Liaoning tartományban már az i. e. 4. évezredből is találtak hasonló leleteket. A későbbiek során a szarvasmarhacsontok kerültek többségbe. A teknőspáncélok csak a Sang (Shang)-dinasztia idején jelentek meg. A legkorábbi ilyen célokra előkészített teknősmaradványok – azaz vésett, fúrt mélyedésekkel ellátva – Erlikang (Erligang)nál kerültek elő, a legkorábbi Sang (Shang)-rétegből. (Csengcsou (Csengcsou), Honan (Honan)). Az Erlikang (Erligang)-korszak végén a páncélok száma már jelentős volt, Anjang (Anyang)ban pedig már a páncélok és a lapockacsontok körülbelül egyforma arányban fordultak elő.
A jóslásra szánt csontokra azt is feljegyezték, honnan származnak. A proveniencia rögzítése további információkat szolgáltat a mai történészek számára. Sok teknőspáncélt vazallus államok küldtek adó gyanánt, vagy a diplomáciai kapcsolatokat kísérő ajándékként kerültek az uralkodó birtokába. Egy feljegyzés szerint például Csüe (Què) (雀) – ami bizonyára egy kis állam lehetett a Sang (Shang)-birodalom érdekszférájában – 250 darab teknőspáncélt küldött. A szarvasmarha-lapockacsontok egy része is ilyen úton érkezett. Más csontok helyi tenyésztésből származhattak.

## Előkészítésük
A megtisztított, helyenként lecsiszolt csontokba mélyedéseket fúrtak erre a célra készített fúróval vagy vésővel. Egy ilyen fúró fenn is maradt, és pontosan illeszkedik a csontokba. A mélyedések alakja, elrendezése az idők folyamán változott, és így a régészek számára segítséget nyújt a csontok datálásban. Az egyes csontokon kialakított lyukak száma is tág határok között váltakozik. Természetesen ezek alakja, mélysége, elrendezése nagyban meghatározza a keletkező repedések formáját is.

## A szertartás

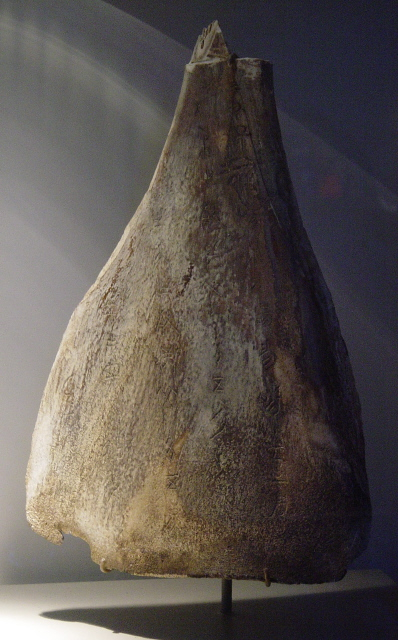
Egy ökörlapockából készült jóslócsont (másolat)

A jóslásokra általában az uralkodó jelenlétében került sor, de néha más magas rangú személyek is jósoltattak maguknak ilyen módon. A dinasztia uralmának vége felé a Sang (Shang) királyok maguk vették át a jós szerepét a szertartás során.
A szertartás során a csontot vérrel kenték be, majd a csont meghatározott részén megadták a dátumot a korabeli kínai naptár szerint, valamint a jós nevét. Utána a jóslás tárgyát jegyezték fel (például az időjárás alakulása, vagy a király fogfájásának az oka). A válaszokat általában az ősöktől, a természet uraitól, vagy a legfelsőbb istenségtől várták (Ti (Dì) (帝), a legfőbb isten a Sang (Shang)-kori kínai mitológiában). A témák széles körben mozogtak, időjárás, betegség, születés és halál, hadviselés, mezőgazdaság stb. A leggyakoribb kérdések egyike az volt, hogy a különböző szertartások megtartása helyes-e egy bizonyos módon.
Ezután egy intenzív hőforrást alkalmaztak a csontba fúrt mélyedésbe, amíg a csont meg nem repedt. (A hő forrása még tudományos vita tárgya. Egyes kutatók szerint izzított fémrudat érintettek a csonthoz, mások szerint a furatokba éghető anyagot kentek és azt meggyújtották.) A repedés általában 卜 alakú lett. Ez a kínai írásjegy 卜 (pu (bǔ) vagy pǔ; régi kínai nyelven: *puk: „jósolni”). Az írásjegy alakja nyilván a repedés rajzából ered, a szó pedig minden bizonnyal a repesztés hangjára utaló hangutánzó szó. Egy szertartás alkalmával több repesztést is végeztek, gyakran több csonton. Ezután a szertartást vezető jós értelmezte az eredményeket. Ugyanazt a témát gyakran többször felvetették, néha negatív módon megfogalmazva is, láthatóan nem nyugodtak bele egykönnyen az eredménybe, ha az nem felelt meg az elvárásoknak. Egy jóslócsontot gyakran többször is felhasználtak. Egy megfejtett felirat például időjóslásról szól:

„Feltéve a kérdést, hogy vajon a következő nap, hszin-csou napján tiszta lesz-e az idő, a király értelmezte a jóslatot, mondván: „Ma este esni fog, de holnapra, hszin-csou napjára, kiderül.” S aznap este esett, hszin-csou napjára pedig kiderült.”

– Polonyi Péter: Kína története, 18. oldal

A karcolat nélküli csontok valószínűleg ecsettel írt feliratokat hordozhattak. A szertartás végén a csontokat rituálisan eltemették. A teknőspáncélok és a lapockacsontok gyakran külön gödrökbe kerültek. A gyakorlásra szolgáló csontokat egyszerűen a szemetesgödörbe dobták százával, vagy akár ezrével. Egy 1936-ban feltárt gödörben több mint 17 000 jóslócsontot találtak, együtt egy emberi koponyával.

## ASang(Shang)-kori csontjóslás előzményei és folytatódása
A csontokból történő jóslás az ősi társadalmakban világszerte előfordult, sőt helyenként mind a mai napig él. A tűz alkalmazását a csontjóslás során azonban eddig csak Ázsiában és az innen származtatott észak-amerikai kultúrákban mutatták ki.
A kínai égetéses-repesztéses csontjóslás első emlékei az i. e. 4. évezredre datálódnak, ezek a Liaoning környéki leletek, de rajtuk nem voltak feliratok. A harmadik évezred végére ez a gyakorlat a régészet tanúsága szerint széles körben elterjedt.
A teknőspáncélok használata ilyen célra nem jelenik meg a Sang (Shang)-kultúra előtt. A legkorábbi feliratos csontokat (marha-, birka- és sertéscsontok) az Erlikang (Erligang) lelőhelyen találták (Csengcsou (Zhengzhou), Honan (Henan)). Itt egy a Sang (Shang)-kor előtti rétegben találtak egy megégetett jóscsontot a ㄓ írásjeggyel, ami a Sang (Shang)-kori tárgyakon is megjelent. Egy másik darabon több mint tíz, a Sang (Shang)-koriakhoz hasonló, de használatukban mégis különböző jel van, de sajnos nem világos, hogy a lelet pontosan melyik rétegből származik.
A Sang (Shang)-dinasztia bukása után következő Csou-dinasztia (Zhou-dinasztia) (i. e. 1046–256) kezdetén folytatódtak mind a bronzöntés, mind pedig az égetéses csontjóslás és az ezekhez kapcsolható írásmód hagyományai. Egyre kevesebb jóslócsonton találtak azonban feliratot, és a leletekből ítélhetően fokozatosan visszaszorult ez a gyakorlat. Szórványosan azonban a későbbi dinasztiák idejéből is előkerültek ilyen leletek, sőt Tajvanon még 1972-ből is feljegyeztek ilyen szertartást.

## A jóslócsontok írása

A régi kínai naptár hatvan napos ciklusa egyik jelének (寅, jin (yin)) különböző alakjai a jóslócsontokon

A tigris írásjegye (虎 hǔ)

A szem írásjegye (目 mù)

A csontokon található írás a mai kínai írás egyenes ági felmenője, annak ellenére, hogy számos korabeli írásjegy pontos jelentését mindmáig nem sikerült megfejteni. Más jelek viszont nagy segítséggel vannak a kínai írás egész történetének felfejtésére, mivel plasztikusan mutatják a mai bonyolult jelek egyszerűbb, képírás-szerű korai alakjait. A leletek kitolták a kínai írásbeliség kezdetét az i. e. 18–13. századig.

### Előzmények
A Sang (Shang)-kori leletek egy viszonylag kifejlett írás jeleit mutatják, ezért kétségtelen, hogy annak addigra már több száz éves fejlődési perióduson kellett átmennie. Ezek az előzmények azonban egyelőre nem kerültek elő. Annak a néhány neolitikus jelnek, ami korábbi korszakokból előkerült kerámia, jáde és csont tárgyakon, nagyon ellentmondásos az értelmezése, és nem köthetők közvetlenül a Sang (Shang)-kori íráshoz.

### Íráskép
A jóslócsontok írásának képe, az egykorú bronzedényeken rögzített íráshoz hasonlóan, archaikus és képírás-jellegű. A csontok írása még merevebb és egyszerűbb a bronzedényekénél, mivel a nedves agyag öntőformákba egyszerűbb volt karcolni, mint a csontfelületekre. A korábbi és későbbi leletek között jól érzékelhető különbségek mutatják a fejlődést. Ismeretes, hogy ebben a korban ecsettel is írtak kerámiára, csontokra, jádéra és más kőtárgyakra, sőt arra is van bizonyíték, hogy bambuszból vagy fából készült lapokra is, bár ezek anyaguk miatt nem maradhattak fenn. Erre éppen a jóslócsont-írás adja a bizonyítékot, mert ebben előfordulnak az ecsettel írást (聿 jü (yù)), valamint a bambusz „könyvet” (冊 cö (cè)) ábrázoló írásjegyek is.
Az írásjegyeket, mint a kínai írásban általában, függőleges sorokba rendezték, amelyek jobbról balra követték egymást. Az adott csontfelület lehetőségei szerint a középső oszlopban elkezdett szöveget néha mindkét oldalon felváltva folytatták, de csak felülről lefelé.

### Szerkezete és használata
A jóslócsont-írás archaikus megjelenése ellenére kifejlett írásrendszer volt, képes a korabeli kínai nyelv megfelelő feljegyzésére. A jelenlegi tudományos álláspontok szerint i. e. 1500 körül alakulhatott ki, a korai Sang (Shang) idején. Az ennél korábbi dátumok egyelőre alaptalan spekulációk. A Sang-dinasztia (Shang-dinasztia) második felére az írásjegyek egyszerűsített formában állandósultak, megszűnt az általuk jelzett tárgy képének közvetlen felismerhetősége.
A késői Sang (Shang) idejére a jelek többsége már nem képírás jellegű volt. Kialakultak a mai kínai írásjegyek fő típusai, azaz a fonetikus kölcsönzéssel keletkezett jelek, a félig fonetikus szóösszetételek és az asszociatív összetételek. Egy statisztikai elemzés szerint a jóslócsont-írás jelei közül 23% képírási jel, 2% a kijelentő mód egyszerű jele, 32% asszociatív összetétel, 11% fonetikus kölcsönzés, 27% fonetikus-szemantikai összetétel, 6% pedig bizonytalan maradt.
A korabeli állattenyésztés fontosságára utal, hogy a jelek a későbbi kínai írásjegyekhez képest sokkal részletesebben megkülönböztetik az állatfajtákat és a nemüket is. Például a harci kocsik esetében más-más jel fejezi ki azokat, ha ló vagy elefánt húzza őket. A pásztorkodás, állatterelés jele is más, ha szarvasmarháról, és más, ha birkáról van szó. Az állatok jelei kis eltéréseket mutatnak aszerint is, hogy hímnemű vagy nőnemű állatról van szó.
A jóslócsont-írás, fejlettsége ellenére, nem tekinthető teljesen érettnek. Számos írásjegy alakja még nem teljesen sztenderdizált. A teknős jele például hol szemből, hol oldalról, farokkal vagy anélkül ábrázolja az állatot. A jel rajzolata függhet a kifejezni kívánt aktuális tartalomtól is; sorrendjük pedig nem mindig esik egybe a beszélt nyelvi sorrenddel. A jelek mérete, néha irányultságuk is változatos lehet. Különösen jó példa a jelek változatosságára a jin (yín) (寅) naptári jel különböző megjelenéseinek sora (bal oldali kép). Ezek a szabálytalanságok egészen a Csin-dinasztia (i. e. 221–206) (Qin-dinasztia (i. e. 221–206)) idejére kialakult úgynevezett pecsétírás használatáig fennmaradtak.
A kínai írásjegyek a jóslócsont-írás óta természetesen nagy fejlődésen mentek keresztül, a mai jelek nagy többsége nem vezethető vissza azokra. A régi jelek közül számosat pedig még nem sikerült értelmezni.

## A jóslócsontok kutatói

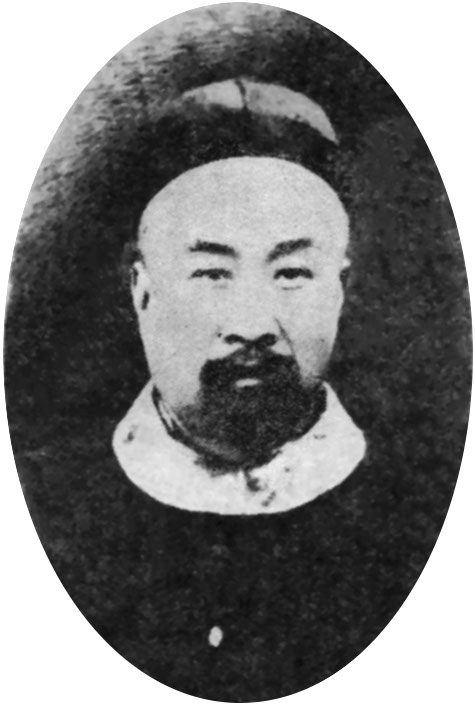
Vang Ji-zsung (Wang Yirong) (王懿荣 1845–1900), a jóslócsont-írás felfedezője

A jóslócsontok tudományos igényű kutatása Vang Ji-zsung (Wang Yirong) (王懿荣 1845–1900) tevékenységével kezdődött. Ő ismerte fel a jelekben a korai kínai írást. Munkáját Liu O (Liu E) (劉鶚 1857–1909) folytatta, aki ötezer csonttöredéket gyűjtött össze, sikeresen azonosított 34 írásjegyet, valamint 1903-ban kiadta az első könyvet a jóslócsontokról. Szun Ji-Zsang (Sun Yirang) (孫詒讓, 1848–1908) filológus folytatta az egyre elmélyültebb kutatást számos felirat megfejtésével. Lo Csen-jü (Luo Zhenyu) (羅振玉, 1866–1940) Szucsou (Suzhou)ban élő klasszika-filológus több mint 30 000 csontot gyűjtött. Azonosította a Sang (Shang) királyok neveit a leleteken és megállapította, hogy a csontok abban a korban keletkeztek. Kutatási eredményeit több kötetben publikálta. Vang Kuo-vej (Wang Guowei) (王國維, 1877–1927), egyébként irodalmár és költő, kimutatta, hogy a leletek alapján felállítható Sang (Shang)-kronológia megfelel Sze-ma Csien (Sima Qian)-féle A történetíró feljegyzései című munkában publikáltaknak. Tung Co-pin (Dong Zuobin) (董作賓, 1895–1963) azonosította a korabeli jóslásokat végzők nevét és számos datálási kritériumot határozott meg. Kuo Mo-zso (Guo Moruo) (郭沫若, 1892–1978), a neves kínai tudós és kommunista politikus, aki az 1927-es nancsangi felkelés kudarca után Japánba menekült, az ott töltött 10 emigrációs év alatt mélyült el a jóslócsontok feliratainak tanulmányozásában és fejtett meg sikeresen számos feliratot.

## Fordítás
- Ez a szócikk részben vagy egészben a Oracle bone című angol Wikipédia-szócikk ezen változatának fordításán alapul.  Az eredeti cikk szerkesztőit annak laptörténete sorolja fel. Ez a jelzés csupán a megfogalmazás eredetét és a szerzői jogokat jelzi, nem szolgál a cikkben szereplő információk forrásmegjelöléseként.
- Ez a szócikk részben vagy egészben a Oracle bone script című angol Wikipédia-szócikk ezen változatának fordításán alapul.  Az eredeti cikk szerkesztőit annak laptörténete sorolja fel. Ez a jelzés csupán a megfogalmazás eredetét és a szerzői jogokat jelzi, nem szolgál a cikkben szereplő információk forrásmegjelöléseként.